# Nidrí
Nidrí (En griego: Νυδρί) es un pueblo en el este de la isla de Léucade. Está conectada con Vasiliki y Chora y con el continente con la GR-42. Está en uno de los fiordos más grandes fuera de Noruega y está muy cerca de las islas de Madouri, Skorpios, Skorpidi y Sparti. La ciudad cuenta con un puerto y es famosa por sus hoteles, restaurantes, clubes nocturnos, tabernas y, especialmente, por su cercanía a Skorpios, la isla que compró el multimillonario Aristóteles Onassis.
En la zona se realizaron excavaciones arqueológicas dirigidas por Wilhelm Dörpfeld a principios del siglo XX, que sacaron a la luz un numeroso grupo de 33 túmulos circulares con importantes ajuares funerarios. Dörpfeld creía que la isla de Léucade debía identificarse con la homérica Ítaca y el arqueólogo iba en busca del palacio de Odiseo pero los estudios posteriores revelaron que el grupo de tumbas halladas en Nidrí pertenecían a un periodo mucho más antiguo (2900-2200 a. C.)

## Referencias

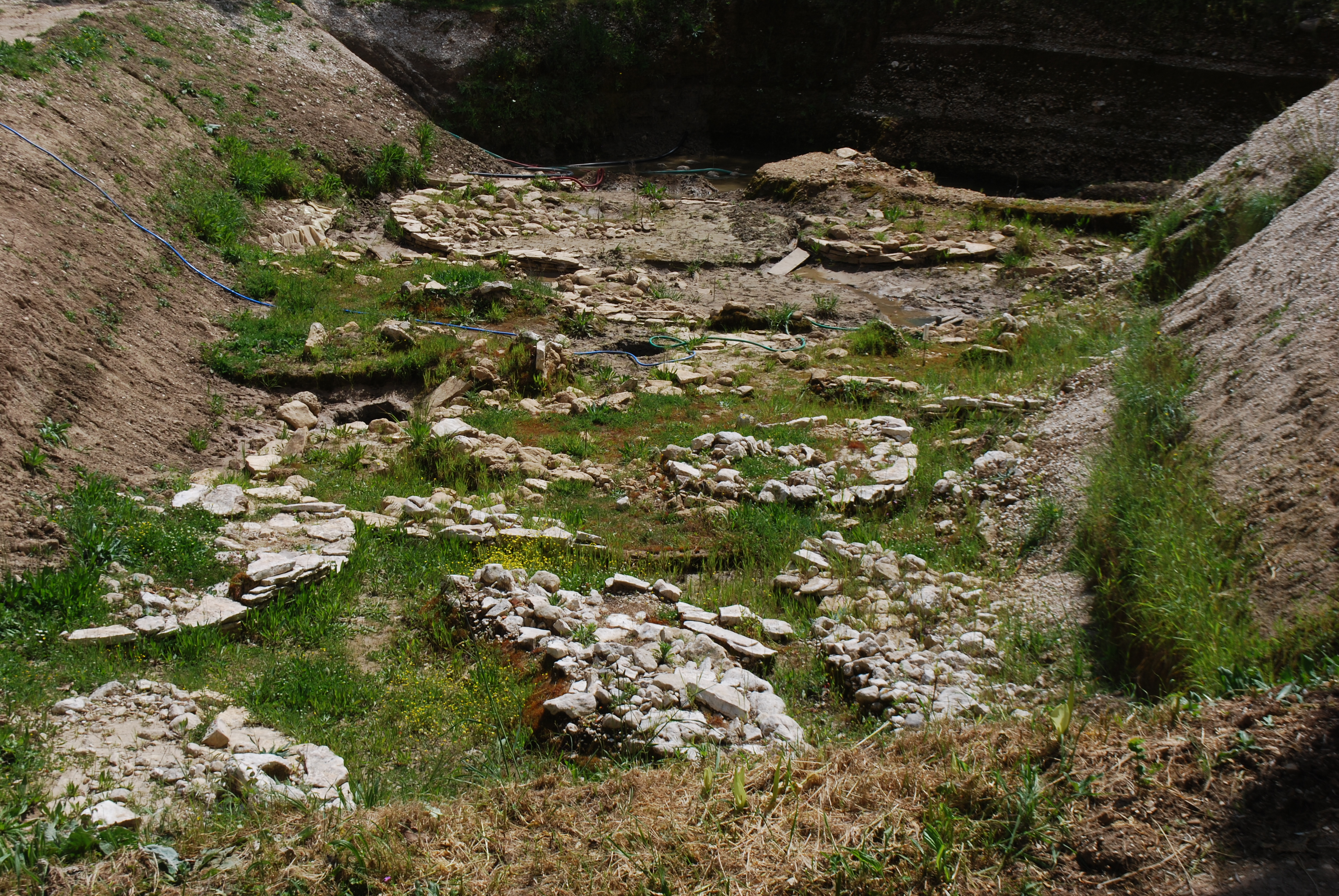
Algunas de las tumbas de la Edad del Bronce de Nidrí